# European Federation of Taiwanese Associations
Die European Federation of Taiwanese Associations (EFTA; chinesisch 歐洲台灣協會聯合會 / 欧洲台湾协会联合会, Pinyin Ōuzhōu Táiwān Xiéhuì Liánhéhuì, kurz 歐台會 / 欧台会,  Ōutáihuì) ist eine Vereinigung verschiedener taiwanischer Verbände in Europa. Das Ziel der Vereinigung ist die Kooperation jener Verbände und Beobachtung und Unterstützung Taiwans Entwicklung auf wirtschaftlicher und politischer Ebene. Zurzeit ist der in Deutschland lebende 謝偉群 (HSIEH, Wei-qun) Vorsitzender der EFTA.

## Veröffentlichung
EFTA veröffentlicht in unregelmäßigen Abständen Statements zu aktuellen Ereignisse, die oft auf politischer Ebene als meinungsbildende Quelle für Debatten genutzt wird. Ein Beispiel ist die Publikation vom Juli 2009 bezüglich der Inhaftierung des ehemaligen Präsidenten der Republik Taiwan, Chen Shuibian.

## Mitglieder
- 奧地利台灣協會 / 奥地利台湾协会,  Àodìlì Táiwān Xiéhuì
- 比利時台灣協會 / 比利时台湾协会,  Bǐlìshí Táiwān Xiéhuì
- 全德台灣協會 / 全德台湾协会,  Quándé Táiwān Xiéhuì
- 德國中南區台灣協會 / 德国中南区台湾协会,  Déguó Zhōngnánqū Táiwān Xiéhuì
- 德國北區台灣協會 / 德国北区台湾协会,  Déguó Běiqū Táiwān Xiéhuì
- 德國西區台灣協會 / 德国西区台湾协会,  Déguó Xīqū Táiwān Xiéhuì
- 德國柏林區台灣協會 / 德国柏林区台湾协会,  Déguó Bólín Táiwān Xiéhuì
- 英國台灣協會 / 英国台湾协会,  Yīngguó Táiwān Xiéhuì
- 芬蘭台灣協會 / 芬兰台湾协会,  Fēnlán Táiwān Xiéhuì
- 法國台灣協會聯合會 / 法国台湾协会,  Fǎguó Táiwān Xiéhuì
- 荷蘭台灣協會 / 荷兰台湾协会,  Hélán Táiwān Xiéhuì
- 義大利台灣協會 / 义大利台湾协会,  Yìdàlì Táiwān Xiéhuì
- 瑞士台灣協會 / 瑞士台湾协会,  Ruìshì Táiwān Xiéhuì

## Jährliche Konferenzen
(Auswahl)
| xx. Konferenz | Jahr | Dauer                   | Ort                                                  |
| ------------- | ---- | ----------------------- | ---------------------------------------------------- |
| 39            | 2009 | 21. August – 23. August | Österreich, Wien – Austria Trend Eventhotel Pyramide |
| 38            | 2008 | 3. Oktober – 5. Oktober | Deutschland, Offenbach am Main/Frankfurt am Main     |
| 37            | 2007 | 20. Juli – 22. Juli     | Italien, Fiuggi – Silva Hotel Splendid               |
| 36            | 2006 | 21. Juli – 23. Juli     | Belgien                                              |